# Украинский сельсовет (Оренбургская область)
Украинский сельсовет — сельское поселение в Сакмарском районе Оренбургской области Российской Федерации.
Административный центр — село Первая Григорьевка.

## История
Статус и границы сельского поселения установлены Законом Оренбургской области от 2 сентября 2004 года № 1424/211-III-ОЗ «О наделении муниципальных образований Оренбургской области статусом муниципального района, городского округа, городского поселения, установлении и изменении границ муниципальных образований».

## Население
| 2010  | 2012  | 2013  | 2014  | 2015  | 2016  | 2017  |
| ----- | ----- | ----- | ----- | ----- | ----- | ----- |
| 1530  | ↗1539 | ↗1572 | ↗1583 | ↘1554 | ↘1550 | ↗1551 |
| 2018  | 2019  | 2020  | 2021  |       |       |       |
| ↘1525 | ↘1492 | ↘1484 | ↘1467 |       |       |       |

## Состав сельского поселения
| № | Населённый пункт   | Тип населённого пункта       | Население |
| - | ------------------ | ---------------------------- | --------- |
| 1 | Вторая Григорьевка | село                         | 168       |
| 2 | Новопавлоград      | село                         | 0         |
| 3 | Первая Григорьевка | село, административный центр | 760       |
| 4 | Сергеевка          | село                         | 3         |
| 5 | Украинка           | село                         | 599       |